# Manuel Reuter

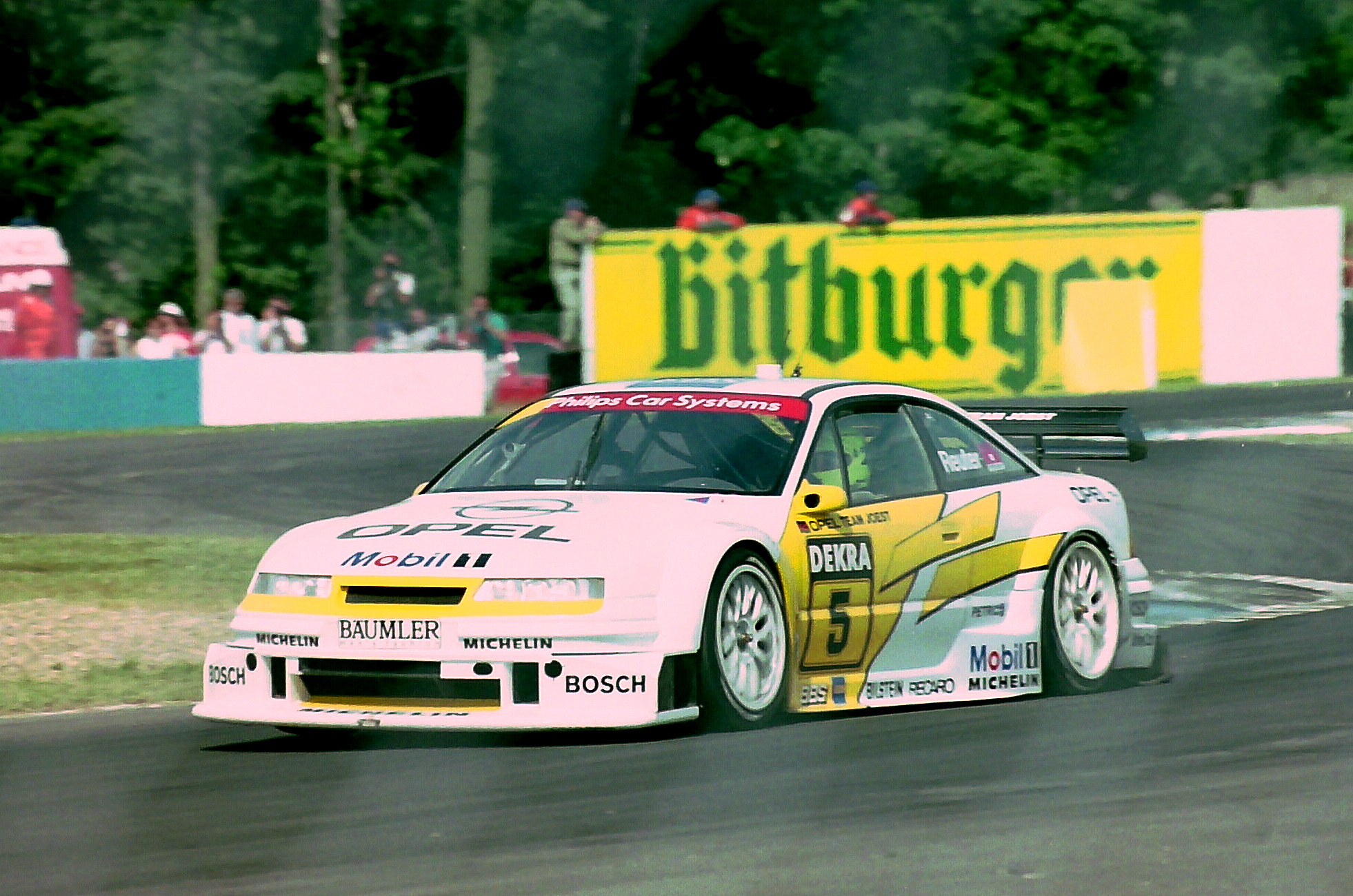
Reuter sobre su Opel Calibra en 1994.

Manuel Reuter (Maguncia, Renania-Palatinado, 6 de diciembre de 1961) es un expiloto alemán de automovilismo que compitió en el DTM entre 1985 y 2005.
Empezó su carrera en la Fórmula Ford alemana, pasando luego por el Campeonato de Fórmula 3 Europea y recalando en el Deutsche Tourenwagen Meisterschaft compitiendo para la marca Ford, a bordo de un Ford Sierra. Corrió con esta marca hasta 1989 cuando pasó a competir para la marca Mercedes-Benz, con un Mercedes-Benz 190.
Tras este campeonato, decidió dejar el DTM por un año, para luego volver en 1991, bajo el ala de la marca Opel, siendo el primer piloto en ganar una competencia con esta marca y el primero en darle un título de DTM, que hasta el momento es el único de la marca en la categoría, siendo además el último campeón de la extinta Deutsche Tourenwagen Meisterschaft. En 1996 se consagró campeón conjuntamente del DTM alemán y del Campeonato Mundial de Turismos, al conseguir la doble corona a bordo de su unidad Opel Calibra.
Ese año, también fue ganador de las 24 Horas de Le Mans, donde a bordo de una unidad TWR Porsche WSC-95, se impuso en la Clase P1 de dicha competencia, formando parte de la tripulación conformada por el estadounidense Davy Jones y el austríaco Alexander Wurz. Anteriormente, en 1989, había obtenido el mismo lauro pero compitiendo en la Clase C1, a bordo de un Sauber C9.
Compitió en el DTM con los modelos Ford Sierra, Mercedes-Benz 190 Opel Calibra (con el que se consagró campeón en 1996), Opel Astra y Opel Vectra, retirándose con este último en 2005 luego de haberse anunciado el retiro de Opel del DTM.